# EuroBasket de 1979
O EuroBasket 1979 também conhecido por FIBA Campeonato Europeu de 1979 foi a vigésima primeira edição do torneio continental organizado pela FIBA Europa e que teve como sedes as cidades Mestre, Siena, Gorizia e Turim.
A União Soviética conquistou seu décimo segundo título do EuroBasket e o israelense Miki Berkovich foi aclamado o MVP da competição.